# Fritz Baer (Ministerialdirektor)
Fritz Baer (* 7. August 1901 in Pyrbaum; † 14. November 1993 in Planegg) war ein deutscher Beamter und Jurist.

## Leben
Nach dem Abitur am Humanistischen Gymnasium in Bamberg studierte er ab 1921 Rechtswissenschaften in Würzburg. Von 1922 bis 1925 studierte er in München und kehrte für die Promotion 1926 noch einmal nach Würzburg zurück. Er schlug eine Laufbahn im Reichsfinanzdienst ein und wurde 1939 Leiter der Devisenüberwachungsstelle beim Oberfinanzpräsidium München. 1941 wurde er zum Oberregierungsrat befördert.
Nach Ende des Zweiten Weltkriegs war er seit 1. Januar 1946 Vorstand das Finanzamts München-Land, seit 1. Juni 1946 Hauptabteilungsleiter im Bayerischen Landesamt für Vermögensverwaltung und Wiedergutmachung. Zum 4. Juli 1946 berief ihn Ministerpräsident Wilhelm Hoegner als Regierungsdirektor und seit Dezember 1946 Ministerialrat in die Bayerische Staatskanzlei. Dort war er zunächst Leiter der Landesdienststelle beim Länderrat des amerikanischen Besatzungsgebietes und ab 1948 Vertreter zunächst Anton Pfeiffers, dann Karl Schwends in der Amtsleitung der Staatskanzlei. 1957 berief ihn Ministerpräsident Hanns Seidel als Ministerialdirektor zum Amtsleiter der Staatskanzlei und übertrug ihm gleichzeitig die Leitung der Abteilung für Richtlinien der Politik und Öffentlichkeitsarbeit. Diese Funktionen übte er auch unter den Ministerpräsidenten Hans Ehard und Alfons Goppel bis zu seiner Pensionierung 1967 aus. Von 1960 bis 1962 war er dabei Staatssekretär Franz Heubl in der Leitung untergeordnet.
Er war Mitglied der katholischen Studentenverbindungen K.St.V. Ottonia München und K.St.V. Rheno-Frankonia Würzburg im KV.

## Ehrungen
- 1960: Großes Silbernes Ehrenzeichen mit dem Stern für Verdienste um die Republik Österreich[1]
- 1962: Bayerischer Verdienstorden
- 1967: Großes Verdienstkreuz mit Stern der Bundesrepublik Deutschland

## Schriften
- Die Ministerpräsidenten Bayern 1945.1962. Dokumentation und Analyse. (= Zeitschrift für bayerische Landesgeschichte. Beiheft, Reihe B. Band 3). München 1971.
- Die Regierungen 1945–1962. (= Dokumente zur Geschichte von Staat und Gesellschaft in Bayern. Abt. 3, Bayern im 19. und 20. Jahrhundert. Band 9). München 1976.
- mit Gerd-Klaus Kaltenbrunner und Golo Mann: Konservativ. 3 Aussagen zu einem aktuellen Thema. München 1974.
- Nach 20 Jahren. Diskussion der bayerischen Verfassung. München 1966.